# Ferulato de sodio
Ferulato de sodio (SF), es la sal de sodio del ácido ferúlico, es un fármaco utilizado en la medicina tradicional china para el tratamiento de enfermedades cardiovasculares y cerebrovasculares y para prevenir la trombosis. Se encuentra en la raíz de Angelica sinensis. Se considera seguro y eficaz. El ácido ferúlico puede también ser extraído de la raíz de la hierba china Ligusticum chuanxiong.
Kraft Foods ha patentado el uso de ferulato de sodio para enmascarar el sabor del edulcorante artificial acesulfamo de potasio.